# Primera División de fútbol sala 2016-17
La temporada 2016-17 de Primera División de fútbol sala es la 28.ª edición de la máxima competición de la Liga Nacional de Fútbol Sala de España. Las 30 jornadas de la fase regular del campeonato se disputarán entre el 11 de octubre de 2016 y 2017.
El Movistar Inter se proclamó campeón por cuarta vez consecutiva derrotando al FC Barcelona en el quinto partido por (2-1).

## Equipos participantes
| Club                       | Ciudad                     | Comunidad Autónoma   |
| -------------------------- | -------------------------- | -------------------- |
| Jaén Paraíso Interior      | Jaén                       | Andalucía            |
| D-Link Zaragoza            | Zaragoza                   | Aragón               |
| Gran Canaria FS            | Las Palmas de Gran Canaria | Canarias             |
| FC Barcelona Lassa         | Barcelona                  | Cataluña             |
| CatGas E. Santa Coloma     | Santa Coloma de Gramanet   | Cataluña             |
| Peñiscola FS Rehabmedic    | Peñiscola                  | Comunidad Valenciana |
| Levante UD DM              | Valencia                   | Comunidad Valenciana |
| Burela Pescados Rubén      | Burela                     | Galicia              |
| Santiago Futsal            | Santiago de Compostela     | Galicia              |
| Palma Futsal               | Palma de Mallorca          | Islas Baleares       |
| Movistar Inter             | Torrejón de Ardoz          | Comunidad de Madrid  |
| ElPozo Murcia              | Murcia                     | Región de Murcia     |
| Jumilla Bodegas Carchelo   | Jumilla                    | Región de Murcia     |
| P. Romero Cartagena        | Cartagena                  | Región de Murcia     |
| Magna Gurpea               | Pamplona                   | Navarra              |
| Aspil Vidal Ribera Navarra | Tudela                     | Navarra              |

## Liga regular

### Clasificación
|  |     | Equipos de fútbol      | Pts | PJ | G  | E | P  | GF  | GC  | Dif  |
|  | --- | ---------------------- | --- | -- | -- | - | -- | --- | --- | ---- |
|  | 1.  | Movistar Inter         | 75  | 30 | 25 | 0 | 5  | 151 | 59  | +92  |
|  | 2.  | ElPozo Murcia          | 71  | 30 | 22 | 5 | 3  | 148 | 61  | +87  |
|  | 3.  | FC Barcelona Lassa     | 70  | 30 | 22 | 4 | 4  | 135 | 70  | +65  |
|  | 4.  | Jaén Paraíso Interior  | 53  | 30 | 16 | 5 | 9  | 103 | 72  | +31  |
|  | 5.  | Magna Gurpea           | 51  | 30 | 15 | 6 | 9  | 96  | 73  | +23  |
|  | 6.  | Palma Futsal           | 51  | 30 | 15 | 6 | 9  | 106 | 72  | +34  |
|  | 7.  | Peñíscola FS           | 48  | 30 | 14 | 6 | 10 | 105 | 94  | +11  |
|  | 8.  | Catgas Energía         | 40  | 30 | 11 | 7 | 12 | 106 | 104 | +2   |
|  | 9.  | Aspil Vidal R. Navarra | 34  | 30 | 9  | 7 | 14 | 70  | 85  | -15  |
|  | 10. | D-Link Zaragoza        | 32  | 30 | 8  | 8 | 14 | 94  | 119 | -25  |
|  | 11. | Santiago Futsal        | 31  | 30 | 8  | 7 | 15 | 89  | 118 | -29  |
|  | 12. | Levante UD DM          | 30  | 30 | 7  | 9 | 14 | 82  | 110 | -28  |
|  | 13. | Gran Canaria FS        | 30  | 30 | 8  | 6 | 16 | 85  | 130 | -45  |
|  | 14. | P. Romero Cartagena    | 26  | 30 | 6  | 8 | 16 | 80  | 115 | -35  |
|  | 15. | P. Rubén Burela        | 25  | 30 | 8  | 1 | 21 | 88  | 132 | -44  |
|  | 16. | B. Juan Gil Jumilla    | 9   | 30 | 2  | 3 | 25 | 69  | 193 | -124 |

Pts = Puntos; PJ = Partidos Jugados; G = Partidos Ganados; E = Partidos Empatados; P = Partidos Perdidos; GF = Goles Anotados; GC = Goles Recibidos; Dif = Diferencia de gol
|  | Clasificado para la fase final por el título |
|  | Descendido a Segunda División                |

## Fase final por el título
Se clasifican para la fase final por el título los ocho primeros clasificados de la fase regular, jugándose las eliminatorias de cuartos de final el 12, 19 y 21 de mayo con el orden: peor, mejor, mejor. Las Semifinales  con el orden: mejor, peor, mejor. Mientras que la Final se juega con el orden: mejor, mejor, peor, peor, mejor.

### Cuadro de partidos
|  | Cuartos de final                        | Cuartos de final                        |                    |                | Semifinales                                     | Semifinales                                     |  |                | Final                         | Final                         |  |
|  | 12, 19 y 21 de mayo Mejor de 3 partidos | 12, 19 y 21 de mayo Mejor de 3 partidos |                    |                | 26, 29 de mayo y 3 de junio Mejor de 3 partidos | 26, 29 de mayo y 3 de junio Mejor de 3 partidos |  |                | 8, 10, 15 Mejor de 5 partidos | 8, 10, 15 Mejor de 5 partidos |  |
|  |                                         |                                         |                    |                |                                                 |                                                 |  |                |                               |                               |  |
|  |                                         |                                         |                    |                |                                                 |                                                 |  |                |                               |                               |  |
|  | Movistar Inter                          | 2                                       |                    |                |                                                 |                                                 |  |                |                               |                               |  |
|  | Movistar Inter                          | 2                                       |                    |                |                                                 |                                                 |  |                |                               |                               |  |
|  | Catgas Energía                          | 1                                       |                    |                |                                                 |                                                 |  |                |                               |                               |  |
|  | Catgas Energía                          | 1                                       |                    | Movistar Inter | 2                                               |                                                 |  |                |                               |                               |  |
|  |                                         |                                         |                    | Movistar Inter | 2                                               |                                                 |  |                |                               |                               |  |
|  |                                         |                                         | Magna Gurpea       | 0              |                                                 |                                                 |  |                |                               |                               |  |
|  | Jaén Paraíso Interior                   | 1                                       | Magna Gurpea       | 0              |                                                 |                                                 |  |                |                               |                               |  |
|  | Jaén Paraíso Interior                   | 1                                       |                    |                |                                                 |                                                 |  |                |                               |                               |  |
|  | Magna Gurpea                            | 2                                       |                    |                |                                                 |                                                 |  |                |                               |                               |  |
|  | Magna Gurpea                            | 2                                       |                    |                |                                                 |                                                 |  | Movistar Inter | 3                             |                               |  |
|  |                                         |                                         |                    |                |                                                 |                                                 |  | Movistar Inter | 3                             |                               |  |
|  |                                         |                                         | FC Barcelona Lassa | 2              |                                                 |                                                 |  |                |                               |                               |  |
|  | ElPozo Murcia                           | 2                                       | FC Barcelona Lassa | 2              |                                                 |                                                 |  |                |                               |                               |  |
|  | ElPozo Murcia                           | 2                                       |                    |                |                                                 |                                                 |  |                |                               |                               |  |
|  | Peñíscola RehabMedic                    | 0                                       |                    |                |                                                 |                                                 |  |                |                               |                               |  |
|  | Peñíscola RehabMedic                    | 0                                       |                    | ElPozo Murcia  | 1                                               |                                                 |  |                |                               |                               |  |
|  |                                         |                                         |                    | ElPozo Murcia  | 1                                               |                                                 |  |                |                               |                               |  |
|  |                                         |                                         | FC Barcelona Lassa | 2              |                                                 |                                                 |  |                |                               |                               |  |
|  | FC Barcelona Lassa                      | 2                                       | FC Barcelona Lassa | 2              |                                                 |                                                 |  |                |                               |                               |  |
|  | FC Barcelona Lassa                      | 2                                       |                    |                |                                                 |                                                 |  |                |                               |                               |  |
|  | Palma Futsal                            | 0                                       |                    |                |                                                 |                                                 |  |                |                               |                               |  |
|  | Palma Futsal                            | 0                                       |                    |                |                                                 |                                                 |  |                |                               |                               |  |
|  |                                         |                                         |                    |                |                                                 |                                                 |  |                |                               |                               |  |

| Campeón de la Liga Nacional de Fútbol Sala |
| ------------------------------------------ |
| Inter Movistar 12º título                  |